# One America Plaza
O One America Plaza é um arranha-céu de 34 andares e 150 m (500 ft) de altura, localizado em San Diego, Califórnia. Atualmente, é o prédio mais alto de San Diego, e um dispositivo de destaque no bairro do cais do centro da cidade de San Diego. A torre de forma de obelisco, desenhada por Helmut Jahn de Murphy/Jahn Architects e KMA Architecture. O topo do edifício tem uma semelhança impressionante com o fim de uma chave de fenda Phillips e tem uma aparência semelhante ao Two Liberty Place, na Filadélfia, Pensilvânia, também projetado por Jahn, que é um ano mais velho. O prédio é a altura máxima permitida pela Administração Federal de Aviação dos EUA para uma estrutura no centro de San Diego devido à sua proximidade com o Aeroporto Internacional de San Diego.
O One America Plaza foi comprado pela empresa de desenvolvimento imobiliário, Irvine Company, em fevereiro de 2006 por US$ 300 milhões.